# Сихотэ-Алинский метеорит
Сихотэ́-Али́нский метеори́т (или Сихотэ-Алинский железный метеоритный дождь 1947 года) — железный метеорит, разрушившийся при входе в атмосферу и выпавший в виде метеоритного дождя. Общая масса осколков оценивается в 60—100 тонн. Официальными экспедициями Академии наук собрано более 3500 фрагментов общей массой 27 тонн. Масса собранных нелегальными «старателями» обломков также может превышать 30 тонн — на вершине и склонах сопки в районе кратеров практически невозможно найти даже небольшие фрагменты, а на рынке метеоритов сихотэ-алиньский материал представлен более чем широко. На месте падения сохранилась только та часть обломков, которые попали в болото и русла ручьев, что оценивается не более чем в половину общей массы. Крупнейший целый фрагмент имеет массу 1745 кг. Другие — 1000, 700, 500, 450, 350 кг и меньше. Входит в десятку крупнейших метеоритов мира.

## История
Метеорит упал в 10 часов 38 минут 12 февраля 1947 года на водоразделе ручьев Сидоренкин и Метеоритный (современное название) около посёлка Бейцухе Приморского края в Уссурийской тайге в горах Сихотэ-Алинь на Дальнем Востоке. Он раздробился в атмосфере и выпал железным дождём на площади 35 квадратных километров.
Отдельные части метеорита рассеялись по тайге на площади в виде эллипса рассеяния с большою осью длиной около 10 километров. В головной части эллипса рассеяния, площадью около квадратного километра, получившей название кратерного поля, было обнаружено 106 кратеров и воронок диаметром от 1 до 28 метров, причём глубина самой большой воронки достигала 6 метров. В настоящее время воронки сильно оплыли, глубина даже крупных не превышает 1,5 м.
По химическим анализам, Сихотэ-Алинский метеорит состоит из 94 % железа, 5,5
% никеля, 0,38 % кобальта и небольших количеств углерода, хлора, фосфора и серы. По своей структуре он относится к весьма грубоструктурным октаэдритам.
Первыми обнаружили место падения лётчики Дальневосточного геологического управления, которые возвращались с задания. Они-то и сообщили эту новость руководству управления в Хабаровске.
В апреле 1947 года для изучения места падения и сбора всех частей метеорита Комитетом по метеоритам Академии Наук СССР была организована экспедиция под руководством академика В. Г. Фесенкова — председателя Комитета. В этой экспедиции также приняли участие три сотрудника Дальневосточной базы АН СССР им. акад. В. Л. Комарова и три сотрудника Института астрономии и физики Академии Наук Казахской ССР. Общий состав экспедиции определялся в 9 человек. Штабом Приморского военного округа в распоряжение экспедиции было выделено подразделение минёров и сапёров из 13 человек.
|  |  |  |

После вооружённого конфликта за остров Даманский посёлок с китайским названием Бейцухе в 1972 году был переименован в посёлок (ныне — село) Метеоритный.
Осколок метеорита массой 40,5 кг экспонируется в Калужском планетарии.

## Сихотэ-Алинский метеорит в искусстве
Художник Пётр Медведев из Имана стал свидетелем падения Сихотэ-Алинского метеорита во время рисования картины с местным пейзажем и запечатлел метеорит на ней. В 1957 году в СССР была выпущена почтовая марка, созданная на основе этого этюда  (ЦФА [АО «Марка»] № 2097).
В 2019 году российский художник Дмитрий Морозов (::vtol::) создал интерактивное произведение в стиле «гибридное искусство», моделирующее в реальном времени момент падения метеорита при помощи электромагнитных нагревателей и кинетических элементов. В работе были использованы настоящие фрагменты метеорита, найденные на месте падения. Инсталляция была привезена на место падения и установлена непосредственно в один из кратеров. В 2020 году это произведение было номинировано на премию Курёхина (лучший объект в области art & science) и премию «Инновация» (художник года).